# Бенешть (комуна)
Бенешть, Бенешті (рум. Bănești) — комуна у повіті Прахова в Румунії. До складу комуни входять такі села (дані про населення за 2002 рік):
- Бенешть (3261 особа)
- Урлета (2472 особи)

Комуна розташована на відстані 78 км на північ від Бухареста, 27 км на північний захід від Плоєшті, 62 км на південь від Брашова.

## Населення
За даними перепису населення 2002 року у комуні проживали 5733 особи.
Національний склад населення комуни:
| Національність | Кількість осіб | Відсоток |
| -------------- | -------------- | -------- |
| румуни         | 5723           | 99,8%    |
| цигани         | 8              | 0,1%     |
| греки          | 1              | < 0,1%   |
| євреї          | 1              | < 0,1%   |

Рідною мовою назвали:
| Мова             | Кількість осіб | Відсоток |
| ---------------- | -------------- | -------- |
| румунська        | 5732           | > 99,9%  |
| єврейська (їдиш) | 1              | < 0,1%   |

Склад населення комуни за віросповіданням:
| Релігія       | Кількість осіб | Відсоток |
| ------------- | -------------- | -------- |
| православні   | 5546           | 96,7%    |
| адвентисти    | 175            | 3,1%     |
| римо-католики | 6              | 0,1%     |
| баптисти      | 2              | < 0,1%   |
| бретрени      | 2              | < 0,1%   |
| реформати     | 1              | < 0,1%   |
| юдеї          | 1              | < 0,1%   |